# Lleonesisme

Bandera del País Lleonès, utilitzada pel moviment lleonesista

El lleonesisme és un moviment cultural i sociopolític, regionalista o nacionalista, que persegueix el reconeixement de part dels territoris de l'antic Regne de Lleó, als quals denominen País Lleonès o Regió de Lleó (les províncies de Lleó, Zamora i Salamanca), com a regió i nacionalitat històrica, i el seu establiment en comunitat autònoma pròpia, separada de Castella i Lleó.

## Territori

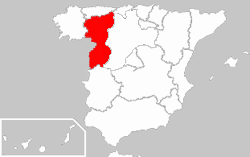
En vermell, els territoris que es consideren com part del País Lleonès

El País Lleonès (País Llïonés en lleonès) és el terme que utilitzen els sectors lleonesistes per a anomenar el territori format per les províncies espanyoles de Lleó, Zamora i Salamanca, que, amb la divisió autonòmica duta a terme a Espanya en la dècada de 1980, juntament amb altres sis províncies, van formar la comunitat autònoma de Castella i Lleó.
El País Lleonès estaria compost per les tres províncies que van ser adscrites a la regió denominada Regne de Lleó al produir-se la divisió administrativa d'Espanya en províncies de Javier de Burgos, mitjançant el Reial decret de 30 de novembre de 1833. La citada divisió administrativa va ser la qual va crear la províncies actuals amb les seves respectives capitals. No obstant això, cal tenir en compte que el territori de les tres províncies no coincideix amb el Regne de Lleó històric. Si bé un nou decret del 30 de novembre de 1855 assignava també les províncies de Valladolid i Palència (adscrites inicialment a la regió de Castella la Vella) al Regne de Lleó, aquestes no són considerades parts del País Lleonès tal com el consideren els regionalistes lleonesos.
Altres grups lleonesistes inclouen en el País Lleonès territoris de passat històric o proclamada cultura lleonesa (bàsicament aquells en els quals es parla el lleonès). Així, formarien també part del País Lleonès: La Liébana (Cantàbria), la Comarca de Valdeorras (Ourense), la Franja del Carrión (províncies de Palència i Valladolid) i els territoris portuguesos del riu Sabor (Sendim i Miranda do Douro, on es parla una variant del lleonès coneguda com a mirandès).

## Història

### Antecedents

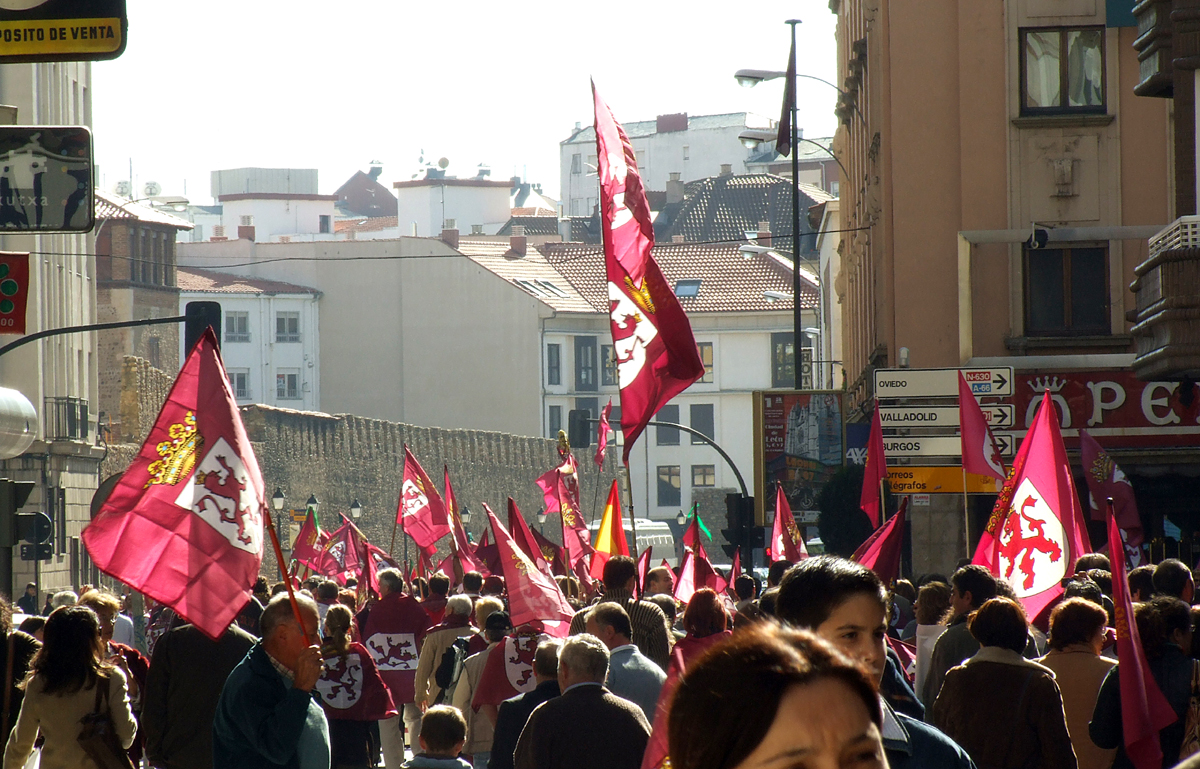
Manifestació a favor de l'autonomia lleonesa a la ciutat de Lleó l'any 2007.

Entre els anys 1900 i 1934, Miguel Bravo Guarida, Miguel Díez Canseco i José Eguiagaray van impulsar el regionalisme cultural lleonès en Lleó, desenvolupat a través d'articles de premsa, festejos com els Jocs Florals, el centenari del Pare Isla, i sobretot, la celebració del IX Centenari dels Furs de Lleó, o accions com l'adopció del Pendó Real púrpura amb l'escut de Lleó i l'organització, per part de la Diputació de Lleó, d'una biblioteca regional de temes i autors lleonesos.
Sorgeixen en aquesta època nombroses societats i publicacions regionalistes lleoneses, la primera fou l'Ateneo Leonés (1910). D'altres foren Amigos del Pueblo (1915), Centro Leonés (1917), Vida Leonesa (1920), Sociedad de Estudios Leoneses (1926), Instituto de Estudios Leoneses (1930) o Veladas Leonesas (1931).
És significatiu el Grupo de Tradiciones Leonesas (1932-1938), format per polítics i intel·lectuals dretans lligats a la dictadura de Primo de Rivera, com Domínguez Berrueta, José González, o els alcaldes de Lleó durant la dictadura, Roa de la Vega i José Eguiagaray. Aquest va definir els ideals d'aquest moviment: "Representar-nos davant el poder central sense fulanismes, protestar per l'abandó que pateixen els ramaders i agricultors lleonesos, exigir ferrocarrils en les conques mineres i cuidar i fomentar les nostres venerades tradicions". Políticament va estar lligat a Acció Agrària Lleonesa, partit dretà liderat per Antonio Álvarez Robles, i a Acció Femenina Lleonesa, de Francisca Bohigas.

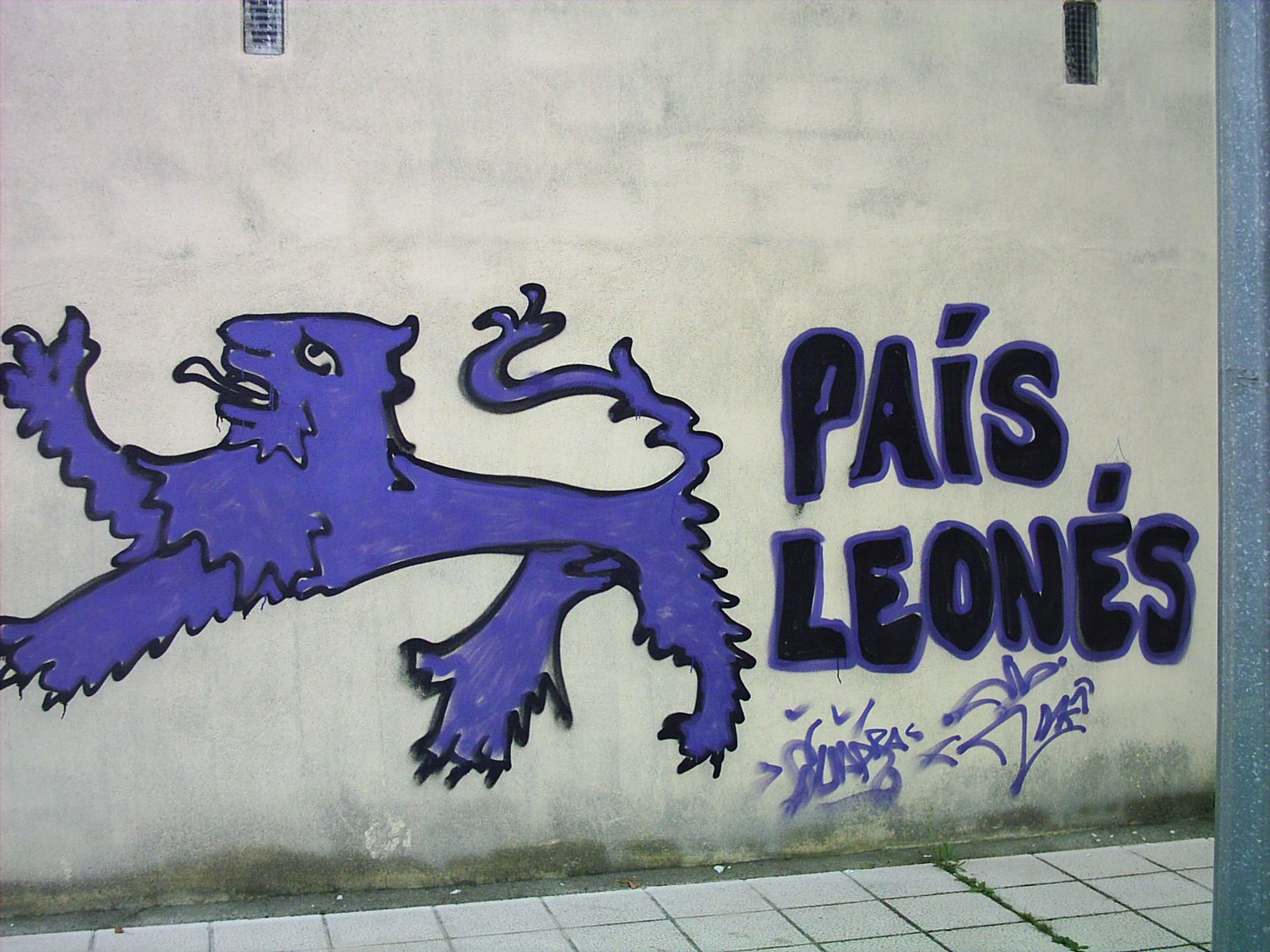
Mural en la ciutat de Salamanca favorable al País Lleonès.

En 1933 es va crear el grup regionalista lleonès Amigos de León per Manuel Fernández Núñez, basat en la defensa dels interessos industrials, agrícoles i tradicionals de la regió lleonesa, mentre que Ricardo Pallarés, president de la Diputació de Lleó en 1931, va ser un dels fundadors del Partit Republicà Lleonès Autònom. Eguiagaray va proposar, al març de 1934, en el Diario de León la creació d'una Lliga Regional Lleonesa com un centre d'estudis lleonesos, amb la seva secció d'estudis econòmics i comercials. A més, va sorgir el Grupo pro León. També en aquest mateix any va néixer l'Orfeón Leonés. El seu director, J. Pinto Maestro, fou l'autor de la lletra del "Himno a León", estrenat en 1934 amb motiu del cinquè centenari de la gesta del "Pas Honros" i de la figura del cavaller Suero de Quiñones. Aquest himne va ser declarat oficialment himne de la ciutat de Lleó en 1978.

### El leonesisme després de la restauració democràtica

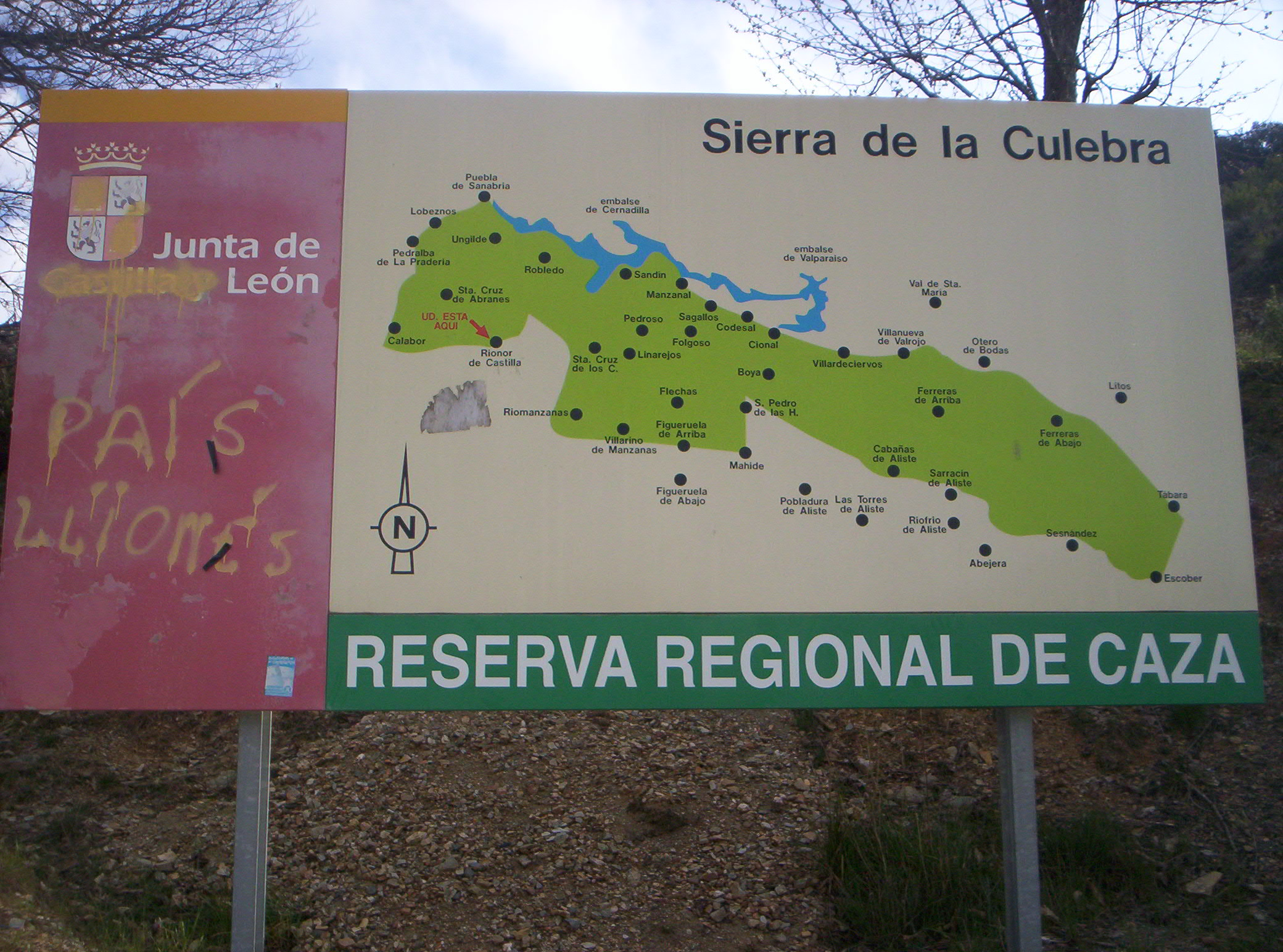
Grafit pro-lleonesista a Rihonor de Castilla, a la zona de la Sierra de la Culebra.

Durant el procés preautonòmic espanyol, de finals de la dècada de 1970, van sorgir nombrosos grups leonesistes que van reivindicar la creació d'una comunitat autònoma lleonesa: a Zamora Ciudadanos Zamoranos (CC.ZZ.), a Salamanca el Grupo Regionalista Salamantino (GRES), i a Lleó el Concejo Abierto Leonés (CAL), Jóvenes Nacionalistas Leoneses (JNL), l'Asamblea Independiente Leonesa (AIL), el Grupo Autonómico Leonés (GAL) o l'Asamblea Regionalista Leonesa.
A més, durant aquests anys i la resta de la dècada de 1980, es comencen a organitzar els primers partits polítics pròpiament leonesistas, com el Bloc Autonomista del País Lleonès, el Partit Regionalista del País Lleonès (PREPAL), amb la seva organització juvenil Joventuts Leonesistes (JJ.LL.), el Bloc Agrari (BA), o la Unió Leonesista (UNLE). En la dècada de 1990 es va crear la Unió del Poble Lleonès (UPL) i Conceyu Xoven, la seva organització juvenil vinculada, ja en el segle xxi, l'escissió de la UPL Partit Autonomista Lleonès-Unitat Leonesista (PAL-UL).

## Partits polítics
- Unió del Poble Lleonès (UPL): partit que es presenta a les eleccions en Lleó, Zamora i Salamanca, si bé en aquestes dues últimes es presenta de la mà d'altres partits de similar ideologia.

- Unió del Pueblo Salmantino (UPS): partit de la província de Salamanca, i que es presenta conjuntament amb la UPL en aquesta província.

- Partit Autonomista Lleonès-Unitat Leonesista (PAL-UL): escissió de la UPL, formada quan dos regidors de la UPL (entre els quals es trobava un dels fundadors d'aquesta formació i portaveu municipal en l'ajuntament de Lleó, José María Rodríguez de Francisco) que van decidir posar una moció de censura al PSOE, i donar el seu vot al PP en l'ajuntament de Lleó.

- Partit Regionalista del País Lleonès (PREPAL)